# 천젠런
천젠런(중국어 정체자: 陳建仁, 간체자: 陈建仁, 병음: Chén Jiànrén, 1951년 6월 6일 ~ )은 중화민국의 정치인이다. 국립 타이완 대학 및 존스 홉킨스 대학교를 졸업했으며, 역학을 전공하였다. 이후 타이완 중앙연구원의 부원장을 지냈으며, 푸런 대학 이사회의 일원을 맡고 있다.
고2016년 선거에 차이잉원의 러닝메이트로 출마했으며, 중국국민당 출신의 왕루쉬안을 따돌리고 부총통으로 당선되었다. 이어 5월 20일 취임했으며, 민주진보당 소속의 차이잉원과는 달리 본인은 무소속이다. 그러다가 2022년에 민주진보당에 입당했고 2023년에 2022년 중화민국 지방 선거 참패로 사퇴한 쑤전창의 후임으로 행정원장에 임명되어 1월 31일에 정식으로 행정원장으로 취임하여 현재까지 행정원을 이끌고 있다. 중화민국 역사상 최초로 부총통직에서 퇴임한 후에 행정원장으로 좌천되어 취임한 사람이 되었다. 참고로 중화민국 헌법에서는 총통이 탄핵이나 사임, 파면 또는 사망으로 궐위될 경우에는 부총통이 총통직을 남은 임기동안 승계하고, 부총통마저 궐위되었을 경우에는 행정원장이 최장 3개월 동안 총통 권한대행이 된다.

## 학력
- 국립 타이완 대학교 공중위생 석사
- 존스 홉킨스 대학교 유행병학 이학박사

## 역대 선거 결과
| 선거명      | 직책명          | 대수 | 정당   | 득표율 | 득표수      | 결과 | 당락 |
| ----------- | --------------- | ---- | ------ | ------ | ----------- | ---- | ---- |
| 2016년 선거 | 중화민국 부총통 | 14대 | 무소속 | 56.12% | 6,894,744표 | 1위  |      |